# Войковское сельское поселение (Ростовская область)
Войковское сельское поселение — муниципальное образование в Тарасовском районе Ростовской области.
Административный центр поселения — хутор Можаевка.

## Административное устройство
В состав Войковского сельского поселения входят:
- хутор Можаевка;
- посёлок Войково;
- посёлок Деркул;
- хутор Елань;
- хутор Маноцкий;
- хутор Прогной;
- хутор Ушаковка.

## Население
| 2010  | 2012  | 2013  | 2014  | 2015  | 2016  | 2017  |
| ----- | ----- | ----- | ----- | ----- | ----- | ----- |
| 2351  | ↘2306 | ↘2266 | ↘2249 | ↘2233 | ↗2280 | ↗2335 |
| 2018  | 2019  | 2020  | 2021  |       |       |       |
| ↗2376 | ↘2366 | ↗2398 | ↗2461 |       |       |       |